# Lomaptera splendida
Lomaptera splendida är en skalbaggsart som beskrevs av Moser 1913. Lomaptera splendida ingår i släktet Lomaptera och familjen Cetoniidae. Inga underarter finns listade i Catalogue of Life.